# Galangine
La galangine est un composé organique de la famille des flavonols présent dans la racine de galanga (Alpinia galangal) et dans la propolis.